# Hôtel Anne de Pisseleu
L'hôtel Anne de Pisseleu est un édifice situé à Étampes, en France.

## Localisation
Le monument est situé dans le département français de l'Essonne. Plusieurs accès aux 16 rue Sainte-Croix, 2 place de l'Hôtel-de-Ville et rue du Pain.

## Historique
L'édifice est daté des XVe siècle et XVIe siècle.
L'hôtel est inscrit au titre des monuments historiques par l'arrêté du 10 mai 1926.
Les façades et les toitures, l'escalier à vis et la porte sculptée de la salle Est au rez-de-chaussée du corps de logis sont classés au titre des monuments historiques par l'arrêté du 29 décembre 1981.